# Умм-ель-Кайвайн – Хор-Хвайр
Умм-ель-Кайвайн – Хор-Хвайр – офшорний трубопровід у Об’єднаних Арабських Еміратах, призначений для транспортування вуглеводнів до газопереробного заводу Хор-Хвайр.
У 2008 році в Перській затоці почалась розробка газового родовища Умм-ель-Кайвайн, котре належить однойменному емірату. Видобуту тут продукцію вирішили спрямувати на вже існуючий ГПЗ Хор-Хвайр у еміраті Рас-ель-Хайма, до якого проклали трубопровід довжиною 75 км та діаметром 350 мм. 
Встановлена на Умм-ель-Кайвайні видобувна платформа та трубопровід мають пропускну здатність у 2,6 млн м3 на добу.
Поле UAQ, розташоване за 20 кілометрів від узбережжя міста Умм-Аль-Кувейн, є прибережним газовим родовищем, яке відіграє важливу роль у задоволенні потреб у енергії Північних Еміратів. Безпілотна платформа родовища розташована в стратегічно важливих водах на глибині 110 футів і розроблена для видобутку і виробництва до 92 мільйонів стандартних кубічних футів на день (mmscfd) збиткового газу.
Видобутий збитковий газ транспортується по підводному трубопроводу до газового заводу Khor Khwair, розташованого в місті Рас-Аль-Хайма. На газовому заводі конденсат, який у петролевій промисловості вважається родом сирих нафтових продуктів, разом із сіркою відокремлюються від газу. Після цього процесу видобутку газ вводиться в газову мережу Північних Еміратів, тоді як конденсат та сірка використовуються для інших цілей.
Розробка поля UAQ розпочалася незабаром після того, як уряд обмеженої компанії Умм-Аль-Кувейн Атлантис (UAQ) та компанія RakGas у березні 2006 року підписали угоду про продаж газу. Були прийняті негайні заходи, починаючи з укладення основних контрактів на різні аспекти проекту. Це включало виготовлення та встановлення платформи, буріння і завершення трьох горизонтальних свердловин, а також закупівлю і встановлення приблизно 75 кілометрів трубопроводу.
Для забезпечення ефективної роботи та обслуговування платформи було створено контрольний центр на березі в межах порту Умм-Аль-Кувейн. Цей контрольний центр оснащений передовим телеметричним та контрольним обладнанням, що дозволяє керувати всіма операційними та обслуговувальними роботами, пов'язаними з платформою, включаючи облік газу.
Варто зазначити, що поле UAQ є першим у своєму роді розробкою прибережного газового родовища в Умм-Аль-Кувейні. Значний внесок поля в задоволення енергетичних потреб Північних Еміратів грає важливу роль у підтримці енергетичної інфраструктури та економічного зростання регіону.